# Гринштейн, Яков
Яков (Яшка) Гринште́йн (род. 1919, Пабьянице, Польша — ум. 16 мая 2010, Тель-Авив, Израиль) — советский партизан, участник войны за независимость Израиля, один из создателей и председатель израильской «Организации партизан, подпольщиков и узников гетто», автор воспоминаний о сопротивлении Минского гетто.

## Биография
Яков Гринштейн родился в 1912 году в городе Пабьянице в Лодзинском воеводстве. Отец — Авраам (Абрам) Гринштейн (1874—1942), хасид, учитель истории, Танаха и иврита в школе «Явне» в Пабьянице, мать — Хана Рогодзинская, домохозяйка (1881—1942) . Вырос в семье среднего достатка, придерживавшейся сионистско-религиозных взглядов. После окончания начальной школы учился в ивритской школе «Явне». До 15-летнего возраста состоял в сионистской молодёжной организации «Ха-шомер ха-дати» движения «Мизрахи», затем — член коммунистического союза молодежи. В 1935 году за коммунистическую деятельность арестовывался польскими властями и около года провел в тюрьме. Вместе с братом Шмуэлем Давидом состоял в коммунистической группе, организованной на базе еврейского певческого общества «Хазомир».
После оккупации Германией территории Польши осенью 1939 года, узнал, что из-за своей коммунистической деятельности находился у немцев в «черном списке». Во время одной из облав попал в руки немецких солдат, которые состригли ему волосы ножом. По совету друга, этнического немца, служившего в городской администрации, вместе с двумя друзьями получил советскую визу и пешком дошёл до пограничного города Белосток на территории Советской Белоруссии.
Вскоре со своей невестой, Беллой Перецевной Шустер-Гринштейн (1920—2001), родом из местечка Крынки, переехал в город Узда под Минском. Учился по направлению в техникуме на механика, постепенно вникая в суть советского режима и теряя коммунистические взгляды. Во время проживания в Узде безуспешно пытался помочь брату Шмуэлю Давиду и сестре Саре, бежавшим из трудового лагеря и снова отправленным на принудительные работы в Сибирь.
После вторжения нацистов в СССР в июне 1941 года пытался уйти на Восток, но был вынужден вернуться домой. Вскоре с женой и годовалой дочерью оказался в Узденском гетто.
Вместе с женой, как специалисты, имевшие разрешение на работу, были оставлены после ликвидации Узденского гетто в живых для обслуживания немцев. По распоряжению военного коменданта были вывезены в Минск, куда прибыли 1 марта 1942 года. На следующий день, во время акции 2 марта 1942 года в Минском гетто, погибла дочь Гринштейна Роза-Рахель и ребёнок, спасенный Гринштейнами во время акции в Узде.
В Минском гетто Гринштейн проживал на улице Обувной. Присоединился вместе с женой к подполью, которое занималось переправкой евреев в леса, сбором оружия и разведданных.
В июле 1942 года, когда евреи гетто вернулись после принудительных работ, немецкие войска начали акцию при участии украинской и литовской полиции. За три дня в гетто было убито около 25,00 евреев. В своей книге воспоминаний «Уцелевший с Юбилейной площади» Гринштейн рассказывал о тех днях:

… приказ был: бежать из гетто, спасаться всеми средствами, любыми путями. Идти в леса с оружием и без оружия. Молодежь и старики, женщины и мужчины. Не забывать о детях, они первыми подвергаются смертельной угрозе. Семейный батальон Зорина их защитит. Слух о семейном лагере в лесу ходил по всему гетто. Евреи побежали в лес … В лесу попадали в расположение партизан. Не годных к бою отправляли в лагерь Зорина, а годных — в боевые батальоны.

Из гетто вышел с небольшой группой количеством около тридцати человек. С 15 мая 1943 года числился бойцом партизанской бригады, воевал в качестве командира диверсионного отряда. В батальоне насчитывалось около 130 человек, из них около 70 евреев, бежавших из Минского гетто. После освобождения Минской области был призван в ряды Красной Армии. Воевал на фронте танкистом, несколько раз выбирался из горящего танка и был ранен. День победы 9 мая 1945 года встречал в госпитале.
После победы над Германией продолжил служить в Советской армии в качестве связного с польской разведкой в Легнице. В Легнице познакомился с сионистами, собиравшимися репатриироваться в Эрец-Исраэль. Тайно передавал евреям оружие в целях организации самообороны от антисемитски настроенного польского населения. Во время посещения Лодзи и родного города Пабьянице, став свидетелем разгула антисемитизма и практически полного истребления еврейской общины, решил с женой и родившейся дочерью уехать в Палестину. После демобилизации из Советской армии вместе с женой пересек границу с Чехословакией в составе группы евреев. На территории Германии находился в лагере для перемещенных лиц Бад-Райхенхалль.
В лагере присоединился к деятельности организации «Бриха». После репатриации жены и дочери, остался в Германии, чтобы продолжить свою деятельность по организации нелегальной Алии. 8-9 сентября 1947 года принял участие в подготовке демонстрации, которую пытались провести еврейские активисты в Гамбурге, после прибытия туда пассажиров корабля «Исход».
Репатриировался в Израиль в конце 1947 года. Сразу же устроился на завод по производству винтов, на котором тайно производилось оружие для «Хаганы». Как хороший механик, занимался на предприятии производством миномётов. Через некоторое время, в рамках мобилизации из заграницы (ивр. הגח"ל — ГАХАЛ — гиюс хуц ла‑арец), был призван в ряды «Хаганы», в рядах которой защищал территорию вокруг кибуца Ревивим в Негеве.
В конце Войны за независимость Израиля поселился в Яффе. Был одним из создателей израильской «Организации партизан, подпольщиков и узников гетто», а с 1995 по 2000 гг. — её председателем. В рамках своей общественной деятельности критиковал презрительное и безразличное отношение к пережившим Холокост в Израиле. В 1968 году выпустил на иврите книгу воспоминаний «Уцелевший с Юбилейной площади».
Скончался 16 мая 2010 года, похоронен на кладбище «Яркон» в Тель-Авиве.